# گمینا شویرکلانه
گمینا شویرکلانه (به لهستانی:  Gmina Świerklany) یک گمینا در لهستان است که در شهرستان ربنگک واقع شده‌است. گمینا شویرکلانه ۲۴٫۱۷ کیلومتر مربع مساحت و ۱۱٬۳۴۷ نفر جمعیت دارد.